# Phaeophlebosia trifurcata
Phaeophlebosia trifurcata är en fjärilsart som beskrevs av Walker 1864. Phaeophlebosia trifurcata ingår i släktet Phaeophlebosia och familjen björnspinnare. Inga underarter finns listade i Catalogue of Life.